# Wło-cha-cha-cze
Wło-cha-cha-cze (ang. The Ha! Ha! Hairies, 2012) – brytyjski serial fabularny.
Światowa premiera serialu odbyła się 2 kwietnia 2012 roku na brytyjskim kanale Cartoonito. W Polsce premiera serialu odbyła się 1 czerwca 2012 roku na kanale Boomerang w bloku Cartoonito.
Jest to pierwszy serial fabularny emitowany na polskim Boomerangu.

## Fabuła
Serial opowiada o włochatej rodzinie, którzy zamieszkują Włochachandię, gdzie śmiech jest równie ważny jak włosy.

## Obsada
- Josie Cerise jako Mini Ha Ha
- Becky Kitter jako Ma Ha Ha
- Rew Lowe jako Boris Boo Hoo
- Quinn Patrick jako Pa Ha Ha
- Erika Poole jako Nanna Ha Ha
- John Winchester jako Boyzie Boo Hoo

## Wersja polska
Wersja polska: Studio Genetix Film Factory

Wystąpili:
- Monika Wierzbicka – Wiggy

Lektor: Mikołaj Klimek

## Spis odcinków
| Premiera odcinka | N/o | Polski tytuł                                                    | Angielski tytuł                                    |
| ---------------- | --- | --------------------------------------------------------------- | -------------------------------------------------- |
|                  |     |                                                                 |                                                    |
| SERIA PIERWSZA   |     |                                                                 |                                                    |
|                  |     |                                                                 |                                                    |
| 01.06.2012       | 01  | Dzień, w którym Pa urządził urodziny                            | The Day Of Pa’s Bumper Birthday Bonanza            |
|                  |     |                                                                 |                                                    |
| 02.06.2012       | 02  | Dzień, który należał do Ma                                      | The Day That Belonged to Ma                        |
|                  |     |                                                                 |                                                    |
| 01.06.2012       | 03  | Dzień, w którym Pa znalazł piracki skarb                        | The Day Pa Found Pirate Treasure                   |
|                  |     |                                                                 |                                                    |
| 02.06.2012       | 04  | Dzień wielkich porządków                                        | The Day of the Big Clean Up                        |
|                  |     |                                                                 |                                                    |
| 03.06.2012       | 05  | Dzień gromkiego „Hura” na cześć przyjaciół                      | The Day to Say Hooray for Friends!                 |
|                  |     |                                                                 |                                                    |
| 03.06.2012       | 06  | Dzień, w którym Ma głośno grała na trąbitubie                   | The Day Ma Had a Terrible Time with the Tootletub  |
|                  |     |                                                                 |                                                    |
| 04.06.2012       | 07  | Dzień, w którym pojawiła się Włochata Świnka                    | The Day a Hairy Hoglet Came to Stay                |
|                  |     |                                                                 |                                                    |
| 04.06.2012       | 08  | Dzień, w którym Wło-cha-cha-cze pozowali za placek              | The Day the Hairies Posed for Pie                  |
|                  |     |                                                                 |                                                    |
| 05.06.2012       | 09  | Dzień wielkiego psiego kopania                                  | The Day of the Great Big Doggy Dig                 |
|                  |     |                                                                 |                                                    |
| 05.06.2012       | 10  | Dzień, w którym Wło-cha-cha-cze bawili się starymi zabawkami Pa | The Day the Hairies Got to Play with Pa’s Old Toys |
|                  |     |                                                                 |                                                    |
| 06.06.2012       | 11  | Dzień, w którym wystąpił wesoły włochaty cyrk                   | The Day of the Happy Hairy Circus                  |
|                  |     |                                                                 |                                                    |
| 06.06.2012       | 12  | Dzień, w którym Borys wyhodował wspaniałą, włochatą fasolę      | The Day Boris Grew a Mean Hairy Bean               |
|                  |     |                                                                 |                                                    |
| 07.06.2012       | 13  | Dzień, w którym Borys urządzał nową, jasną sypialnię            | The Day Boris Got a Bright New Bedroom             |
|                  |     |                                                                 |                                                    |
| 08.06.2012       | 14  | Dzień, w którym pierzogwizd gwizdał dla Borysa                  | The Day the Bristly Whistler Whistled for Boris    |
|                  |     |                                                                 |                                                    |
| 26.06.2012       | 15  | Dzień, w którym Nanna zrobiła dyndadełko                        | The Day Nanna Made a Hairy Dingle Dangle           |
|                  |     |                                                                 |                                                    |
| 11.06.2012       | 16  | Dzień wielkiego ha-ha-hania                                     | The Day of the Great Ha Ha Ha Along                |
|                  |     |                                                                 |                                                    |
| 27.06.2012       | 17  | Dzień, tańca puchatych pomponów                                 | The Day of the Puffety Pompom Dance                |
|                  |     |                                                                 |                                                    |
| brak danych      | 18  | Dzień, w którym Nana zrobiła Pa dla Ma                          | The Day Nanna Made a Pa for Ma                     |
|                  |     |                                                                 |                                                    |
| 15.06.2012       | 19  | Dzień, w którym Borys spotkał włochatego duszka                 | The Day Boris Met a Hairy Spooklet                 |
|                  |     |                                                                 |                                                    |
| 12.06.2012       | 20  | Dzień pięknej perukowej porażki                                 | The Day of the Wifty Wafty Wig Disaster            |
|                  |     |                                                                 |                                                    |
| 16.06.2012       | 21  | Wesoły i włochaty dzień w domku Wło-cha-cha-czy                 | The Day to Be Happy and Hairy at Home              |
|                  |     |                                                                 |                                                    |
| 01.11.2012       | 22  | Dzień, w którym Pa zbierał brzęczące rupiecie                   | The Day Pa’s Junk Went Clunkety Clunk              |
|                  |     |                                                                 |                                                    |
| 17.06.2012       | 23  | Dzień okropnego zapachu                                         | The Day of the Big Stink                           |
|                  |     |                                                                 |                                                    |
| 13.06.2012       | 24  | Dzień włochatych pomocnych dłoni                                | The Day for Some Hairy Helping Hands               |
|                  |     |                                                                 |                                                    |
| 18.06.2012       | 25  | Dzień tańca i przebierańca                                      | The Day for Dancing and Prancing                   |
|                  |     |                                                                 |                                                    |
| 14.06.2012       | 26  | Dzień, w którym Nanna wygrała włochaty pędzel                   | The Day Nanna Won the Hairy Paintbrush Prize       |
|                  |     |                                                                 |                                                    |
| 02.04.2013       | 27  | Dzień wielkiego Waa Waa Waa                                     | The Day of the Great Waa Waa Waa                   |
|                  |     |                                                                 |                                                    |
| 02.04.2013       | 28  | Dzień wyjazdu na włochate wakacje                               | The Day to Go Away on a Hairy Holiday              |
|                  |     |                                                                 |                                                    |
| 03.04.2013       | 29  | Dzień piany i fasolek                                           | The Day of Bubbles and Beans                       |
|                  |     |                                                                 |                                                    |
| 03.04.2013       | 30  | Dzień zabawy z najwspanialszym zwierzakiem we Wło-cha-cha-ndii  | The Day to Play with the Best Pet in Hairyland     |
|                  |     |                                                                 |                                                    |
| 04.04.2013       | 31  | Dzień latania po włochatym niebie                               | The Day to Fly High in the Hairy Sky               |
|                  |     |                                                                 |                                                    |
| 04.04.2013       | 32  | Dzień pieczenia włocha-cha-tego ciasta                          | The Day to Bake a Ha Ha Hairy Cake                 |
|                  |     |                                                                 |                                                    |
| 05.04.2013       | 33  | Dzień, w którym gruchotower pojechał do Włochaczewa             | The Day the Clatterbanger Went to Hairytown        |
|                  |     |                                                                 |                                                    |
| 05.04.2013       | 34  | Dzień artystycznego przyjęcia Nany                              | The Day of Nanna’s Arty Party                      |
|                  |     |                                                                 |                                                    |
| 06.04.2013       | 35  | Dzień, w którym Pa znalazł grzybiastego robaczka                | The Day Pa Found a Crimpy Crawly                   |
|                  |     |                                                                 |                                                    |
| 06.04.2013       | 36  | Dzień, w którym Pa zasadził pierzaste kwiaty                    | The Day Pa Planted the Frillyfuzz Flowers          |
|                  |     |                                                                 |                                                    |
| 07.04.2013       | 37  | Dzień, w którym Chihuahua-cha kierował się własnym nosem        | The Day Chihua Ha Ha Followed His Nose             |
|                  |     |                                                                 |                                                    |
| 07.04.2013       | 38  | Dzień włochaśmiesznych fryzur                                   | The Day for Hilhairious Hair                       |
|                  |     |                                                                 |                                                    |
| 08.04.2013       | 39  | Dzień, w którym Nana zbzikowała na punkcie dzbanków             | The Day Nanna Went Potty with Pots                 |
|                  |     |                                                                 |                                                    |
| 08.04.2013       | 40  | Dzień, w którym Ma zrobiła włochate parasolki                   | The Day Ma Made the Hairy Hideysuns                |
|                  |     |                                                                 |                                                    |
| 09.04.2013       | 41  | Dzień, w którym Pa stracił cha cha!                             | The Day Pa Lost His Ha Ha                          |
|                  |     |                                                                 |                                                    |
| 09.04.2013       | 42  | Dzień chlapania i skakania                                      | The Day for a Splash and a Boing                   |
|                  |     |                                                                 |                                                    |
| 10.04.2013       | 43  | Dzień artystycznej niespodzianki                                | The Day for an Arty Surprise                       |
|                  |     |                                                                 |                                                    |
| 10.04.2013       | 44  | Dzień maszyny do pisania listów                                 | The Day of the Tippy Tappy Letterwriter            |
|                  |     |                                                                 |                                                    |
| 11.04.2013       | 45  | Dzień spełniania życzeń                                         | The Day for Wishes to Come True                    |
|                  |     |                                                                 |                                                    |
| 11.04.2013       | 46  | Dzień gigantycznej, włochatej marchewki                         | The Day of the Whopping Great Whiskery Carrot      |
|                  |     |                                                                 |                                                    |
| 12.04.2013       | 47  | Dzień wyścigu po owocowe futrokulki                             | The Day of the Fruity Furball Race                 |
|                  |     |                                                                 |                                                    |
| 12.04.2013       | 48  | Dzień dyniochopsów i ciasta                                     | The Day for Pumperdongs and Pies                   |
|                  |     |                                                                 |                                                    |
| 13.04.2013       | 49  | Dzień, w którym Nana wszystkich rozśmieszyła                    | The Day Nanna Gave Everyone the Giggles            |
|                  |     |                                                                 |                                                    |
| 13.04.2013       | 50  | Dzień pływania włochatkową łodzią                               | The Day to Float in the Bottlebrush Boat           |
|                  |     |                                                                 |                                                    |
| 14.04.2013       | 51  | Dzień, w którym Wło-cha-cha-cze grali na plumkadełku            | The Day the Hairies Played the Plinky Plonky       |
|                  |     |                                                                 |                                                    |
| 14.04.2013       | 52  | Dzień wielkiego biwakowania                                     | The Day of the Big Camp Out                        |
|                  |     |                                                                 |                                                    |